# Wielka Wieś (gromada w powiecie łaskim)
Wielka Wieś (od 29 II 1956 Dąbrowa Widawska) – dawna gromada, czyli najmniejsza jednostka podziału terytorialnego Polskiej Rzeczypospolitej Ludowej w latach 1954–1972.
Gromady, z gromadzkimi radami narodowymi (GRN) jako organami władzy najniższego stopnia na wsi, funkcjonowały od reformy reorganizującej administrację wiejską przeprowadzonej jesienią 1954 do momentu ich zniesienia z dniem 1 stycznia 1973, tym samym wypierając organizację gminną w latach 1954–1972.
Gromadę Wielka Wieś siedzibą GRN w Wielkiej Wsi (od 2008 są to dwie wsie: Wielka Wieś A i Wielka Wieś B) utworzono – jako jedną z 8759 gromad na obszarze Polski – w powiecie łaskim w woj. łódzkim, na mocy uchwały nr 31/54 WRN w Łodzi z dnia 4 października 1954. W skład jednostki weszły obszary dotychczasowych gromad Dąbrowa Widawska, Dębina, Izydorów Kolonia, Wielka Wieś, Wielka Wieś B i Witoldów Kolonia ze zniesionej gminy Widawa w tymże powiecie. Dla gromady ustalono 11 członków gromadzkiej rady narodowej.
29 lutego 1956 gromadę zniesiono w związku z przeniesieniem siedziby GRN z Wielkiej Wsi do Dąbrowy Widawskiej i zmianą nazwy jednostki na gromada Dąbrowa Widawska.